# Wolfram Bremeier
Wolfram Bremeier (* 1939 in Jena) ist ein deutscher Politiker (SPD) und Beamter. Er war von 1991 bis 1993 Oberbürgermeister der Stadt Kassel.

## Leben
Bremeier wuchs in Eisenach auf und kam mit seiner Familie im Alter von 12 Jahren nach Göttingen, wo er die Volksschule und anschließend eine Handelsschule besuchte.
Er arbeitete mehrere Jahre als Beamter an den Amtsgerichten Hannover, Northeim, Herzberg und Göttingen. Er schied 1963 aus dem Justizdienst aus.
Von 1961 bis 1963 lernte er an der Abendschule Göttingen, wo er die mittlere Reife erwarb. Am Braunschweiger Kolleg gelangte er zum Abitur, nachdem er von 1963 bis 1965 an der Schule Schüler war.
Er interessierte sich schon früh für Politik. 1965 trat Bremeier in die SPD ein.
In den Jahren 1965 bis 1970 studierte er in Göttingen und München Volkswirtschaft. Bremeier schloss das Studium als Diplomvolkswirt ab.
Nachdem er drei Jahre in der Stadtverwaltung Göttingen tätig gewesen war, ging er als Kämmerer von 1973 bis 1979 nach Hann. Münden.
Von 1980 bis 1985 war er Dezernent für Wirtschaft und Verkehr in Kassel, daneben nebenamtlich von 1980 bis 1988 Geschäftsführer der Bundesgartenschau 1981 GmbH und ab 1982 Stadtkämmerer der Stadt Kassel. Er war von 1985 bis 1989 Vorstandsvorsitzender der Städtischen Werke AG und der Kasseler Verkehrs-Gesellschaft AG.

### Amtszeit als Bürgermeister der Stadt Kassel
1991 wurde Bremeier zum Oberbürgermeister der Stadt Kassel gewählt. In seiner Amtszeit hat Bremeier nachhaltige stadtentwicklungspolitische Entscheidungen getroffen. Ein eindrucksvolles Beispiel für gelungene Konversion ist die Marbachshöhe im Stadtteil Bad Wilhelmshöhe. Der Grundstein für die Bebauung der Unterneustadt wurde gelegt sowie die Entwicklung um den ICE-Bahnhof Wilhelmshöhe.
Bremeier machte die KVG und die Städtischen Werke wettbewerbsfähig. Durch eine erfolgreiche Kooperation beim ÖPNV fuhren die ersten Niederflurstraßenbahnen Deutschlands durch Kassel.
Großen Wert legte Wolfram Bremeier während seiner Amtszeit auf ein eigenständig eingerichtetes Kulturdezernat. Die Modernisierung des Ottoneums und eine erfolgreiche documenta IX wurden in diesem Zeitraum angegangen.
Bei der ersten OB-Direktwahl am 4. Juli 1993 wurde Bremeier von dem Christdemokraten Georg Lewandowski abgelöst.

### Nach der Amtszeit
Nach seiner Amtszeit als Oberbürgermeister ging Bremeier nach Leipzig, wo er von 1993 bis 2000 als Geschäftsführer der Beratungsgesellschaft für Beteiligungen der Stadt Leipzig tätig war. Von 2000 bis 2002 hatte er den Posten des Geschäftsführers der Deutschen Nahverkehrsgesellschaft in Hannover inne.
Seit 2003 war Bremeier in Kassel selbständig als Berater tätig. Er engagiert sich ehrenamtlich im kulturellen Bereich der Stadt Kassel.